# Мърсър (окръг, Северна Дакота)
Вижте пояснителната страница за други значения на Мърсър.
Окръг Мърсър (на английски: Mercer County) е окръг в щата Северна Дакота, Съединени американски щати. Площта му е 2880 km², а населението - 8465 души (2017). Административен център е град Стантън.